# TVTower
TVTower ist eine quelloffene, kostenlose Wirtschaftssimulation, die sich stark an das 1991 veröffentlichte Mad TV anlehnt.
Das Spiel befindet sich noch in der Entwicklung und ist plattformunabhängig, also für die Betriebssysteme Windows, Linux und Mac OS X, verfügbar.
Mehrmals jährlich werden spielbare Entwicklerversionen veröffentlicht und für den Download bereitgestellt.

## Spielprinzip
Sinn des Spieles ist es, einen Fernsehsender möglichst profitabel zu betreiben. Aus MadTV wurde daneben auch die Aufgabe übernommen, die hübsche Betty aus der dreizehnten Etage für sich zu gewinnen. Das Spiel kann im Einzel- sowie im Mehrspielermodus gespielt werden.
Spiellogik und Grafik orientieren sich stark an der Vorlage. Im Wesentlichen wurden lediglich dort Veränderungen vorgenommen, wo durch die vorhandene Hardware Grenzen gesetzt waren. Ebenfalls berücksichtigt wurden Kritiken am bisherigen Spiel und sinnvoll erscheinende Erweiterungen.
Die wesentlichste Veränderung gegenüber dem Originalspiel besteht in der Einführung des 24-Stunden-Sendebetriebes statt der täglichen Sendezeit von 18 bis 1 Uhr. Des Weiteren wurde die Zahl der KI-Spieler von zwei auf drei erhöht und die Datenbanken für die im Film verwendeten Sendungen, Werbeblöcke und Nachrichten sowie die Senderkarte bearbeitbar gestaltet. Ebenfalls ist die KI (Lua-Skripte) jetzt editierbar.
Featureänderungen finden sich in der erweiterten Eigenproduktion von Programmen mit Fokuspunkten und vielfältigeren Besetzungstypen, der Möglichkeit des Einstellens von Dauerwerbesendungen, Call-Ins und Trailern in das Sendeprogramm und variabler zeit- oder ereignisgebundener Nachrichtenketten, die mittels einer einfachen Skriptsprache dynamische Verläufe nehmen kann und deren Inhalte ebenfalls flexibel gestaltbar sind.

## Entwicklung
Das Spiel wird mit den freien Programmiersprachen BlitzMax, C und Lua entwickelt, wobei Lua für die Entwicklung der künstlichen Intelligenz zur Anwendung kommt, was das Einbringen eigener Ideen erleichtert.
Der Datenbestand ist quelloffen und in lesbarem Textformat (XML) gespeichert, kann also von Interessierten heruntergeladen und bearbeitet werden.

## Geschichte
Die ersten Schritte zur Entwicklung eines kostenlosen Remakes fanden im Jahre 2002 noch unter dem Namen TVGigant statt. Die spätere Namensänderung war der Befürchtung eines Rechtsstreites mit den österreichischen Spieleentwicklern JoWooD Entertainment AG geschuldet, die eine Reihe von Wirtschaftssimulationen mit dem jeweiligen Namensanhang „gigant“ herausbrachten.
Die ausschließlich freiwilligen, ehrenamtlichen Arbeiten nahm eine Gruppe um den Chemnitzer Softwareentwickler Ronny Otto auf. Letzterer ist bis heute der Kopf der ansonsten wechselnden Mitstreiter.
Die Version v0.5.1 enthielt erstmals unter anderem Raumvermietung, Sammy’s, also verschiedene Auszeichnungen für das Erreichen bestimmter Ziele, einen zu erhaltenden Generalschlüssel für alle Räume, ein interaktives Nachrichtenarchiv auf dem Tisch im Büro des Spielers, diverse Fixes sowie weitere ins Englische übersetzte Texte.
Version 0.6 brachte als große Neuerung neue Sendestationstypen in das Spiel: Kabelnetze und Satelliten. Auch hatte das Wetter von nun an Einfluss auf die mögliche Zuschauermenge.
In der Versionsreihe v0.7.x konzentrierten sich die Erweiterungen und Änderungen auf die Verbesserung der KI-Spieler und das Thema Eigenproduktionen. So waren von nun an Live-Produktionen möglich. Diese bedürfen im Gegensatz zur normalen Eigenproduktion aber nun einer Vorproduktion.
Mit Veröffentlichung der Version 0.8.0 fand eine weitere Überarbeitung der KI statt und diese kann nun unter anderem auch Eigenproduktionen durchführen. Als mindestens ebenso wichtige Änderung sind aber Spielmissionen und Highscores anzusehen. Damit ist nun neben dem Endlosspiel auch das Erreichen spezifischer Spielziele einstellbar. Version 0.8.0 beinhaltet auch weitreichende Optimierungen der Spielinterna und sollte auch auf betagteren Computern performanter laufen.
Mit Version 0.8.3 erfolgte der Einbau einer neuen Bevölkerungsberechnung auf Basis des Census 2010 und die Entwicklung einer vereinfachten und auf das Spiel optimierten Skriptsprache, die dynamischere Nachrichten, Werbeverträge etc. ermöglicht. Weiterhin wurden im Verlauf von 0.8.0 zu 0.8.3 die Datenbanken um neue Filme, Serien, Nachrichten etc. erweitert. Auch ist das Spiel nun vollständig auf Deutsch, Englisch und Polnisch verfügbar.

## Rezeption
Es handele sich um ein liebevoll gestaltetes Remake, welches das Original um zahlreiche spannende Funktionen erweitert. Der Mehrspielermodus sei gelungen. Der Klassiker wurde technisch überholt und an moderne Betriebssysteme angepasst. Im Gegensatz zum Original werden die Einschaltquoten unter Berücksichtigung der Konkurrenz, aber auch der Zielgruppe berechnet. Als klassische deutsche Wirtschaftssimulation konfrontiere sie den Spieler hauptsächlich mit Tabellen und Statistiken. Hauptaufgabe bleibt das Befüllen des Programmplans mit Werbe- und Filmangeboten. Das klassische Spielprinzip funktioniere gut. Die Grafik besitze einen naiv witzigen Comic-Stil.